# ثنائي البويغ المغري
ثنائي البويغ المَغْري (الاسم العلمي: Bisporella ochracea) هو نوع من الفطريات يتبع جنس الثنائي البويغ من الفصيلة المسمارية.
اسم هذا النوع مشتق من المغرة. 